# Кармсуннский мост
Кармсуннский мост (норв. Karmsund bru) — автодорожный мост через пролив Кармсунн (норв. Karmsundet) в городе Хёугесунн, фюльке Ругаланн, Норвегия. Является частью дороги E 134, соединяет остров Кармёй с материком. Центральный арочный пролёт (184 м) — второй по величине среди мостов такой конструкции в Норвегии, после Фредрикстадского моста. 

## История
Вопрос строительства постоянного моста или тоннеля взамен паромной переправы обсуждался в 1938 году, но из-за войны работы были остановлены. В 1948 году Мостовым отделом Дирекции общественных дорог (норв. Bruavdelingen Vegdirektoratet) было выполнено проектирование переправы. Среди рассматриваемых вариантов были тоннель, плавучий погружной тоннель, арочный мост. В итоге был одобрен проект металлического арочного моста. Модельные испытания конструкций на ветровую нагрузку были проведены в Датском техническом университете. Строительные работы были начаты в конце 1951 года. Строительство осуществляли компании Christie & Opsahl AS (бетонные работы) и Alfred Anderseen Mek. Verksted & Støberi AS (металлическое пролётное строение). Торжественное открытие моста состоялось 22 октября 1955 года в присутствии кронпринца Улафа V. Общая стоимость строительства составила около 7 млн крон. До 1960 года проезд по мосту был платным.

## Конструкция
Мост имеет 37 пролётов, центральный арочный пролёт величиной 184 м — второй среди мостов такой конструкции в Норвегии, после Фредрикстадского моста. Русловая часть моста выполнена в виде металлической двухшарнирной арки с ездой посередине, боковые пролёты — железобетонные рамные. Расстояние от низа пролетного строения до воды — 45 м. Проезжая часть частично опёрта и частично подвешена к аркам. Общий вес металлоконструкций составляет 785 т. Опоры моста железобетонные, на свайном основании. Общая длина моста составляет 691 м, ширина моста — 9 м